# Colura inornata
Colura inornata là một loài Rêu trong họ Lejeuneaceae. Loài này được Jovet-Ast mô tả khoa học đầu tiên..